# Mesoplia alboguttata
Mesoplia alboguttata là một loài Hymenoptera trong họ Apidae. Loài này được Ducke mô tả khoa học năm 1905.